# Promozione Lombardia 1954-1955
La Promozione fu il massimo campionato regionale di calcio disputato in Lombardia nella stagione 1954-1955.
A ciascun girone, che garantiva al suo vincitore la promozione in IV Serie a condizione di soddisfare le condizioni economiche richieste dai regolamenti, partecipavano sedici squadre, ed era prevista la retrocessione delle quattro peggio piazzate, anche se erano possibili aggiustamenti automatici per ripartire fra le appropriate sedi locali le squadre discendenti dalla IV Serie.

## Girone A

### Squadre partecipanti
| Squadra                | Città (provincia)         | Stagione precedente |
| ---------------------- | ------------------------- | ------------------- |
| A.C. Angelo Antonini   | Sarezzo (BS)              |                     |
| A.C. Beretta           | Gardone Val Trompia (BS)  |                     |
| U.S. Breno             | Breno (BS)                |                     |
| U.S. Camuna            | Cividate Camuno (BS)      |                     |
| Pol. Darfense          | Darfo Boario Terme (BS)   |                     |
| C.S. Falco             | Albino (BG)               |                     |
| U.S. Fiorano           | Fiorano al Serio (BG)     |                     |
| U.S. Gandinese         | Gandino (BG)              |                     |
| U.S. Gazzaniga         | Gazzaniga (BG)            |                     |
| A.S.C. Leffe           | Leffe (BG)                |                     |
| U.S. Nembrese David    | Nembro (BG)               |                     |
| U.S. Nossese           | Ponte Nossa (BG)          |                     |
| A.S. Orceana           | Orzinuovi (BS)            |                     |
| U.S. Orsa Iseo         | Iseo (BS)                 |                     |
| A.C. Toscolano Maderno | Toscolano Maderno (BS)    |                     |
| U.S. Villanovese       | Villanuova sul Clisi (BS) |                     |

### Classifica finale
|  | Pos. | Squadra           | Pt | G  | V  | N  | P  | GF | GS | DR  |
|  | ---- | ----------------- | -- | -- | -- | -- | -- | -- | -- | --- |
|  | 1.   | Beretta Gardone   | 46 | 30 | 20 | 6  | 4  | 66 | 22 | +44 |
|  | 2.   | Leffe             | 44 | 30 | 20 | 4  | 6  | 69 | 23 | +46 |
|  | 3.   | Villanovese       | 38 | 30 | 15 | 8  | 7  | 57 | 36 | +21 |
|  | 4.   | Toscolano Maderno | 36 | 30 | 14 | 8  | 8  | 52 | 43 | +9  |
|  | 5.   | Angelo Antonini   | 35 | 30 | 13 | 9  | 8  | 44 | 34 | +10 |
|  | 5.   | Nossese           | 35 | 30 | 15 | 5  | 10 | 47 | 40 | +7  |
|  | 7.   | Breno             | 30 | 30 | 13 | 4  | 13 | 43 | 44 | -1  |
|  | 7.   | Darfense          | 30 | 30 | 9  | 12 | 9  | 52 | 34 | +18 |
|  | 7.   | Orceana           | 30 | 30 | 11 | 8  | 11 | 33 | 32 | +1  |
|  | 7.   | Gandinese         | 30 | 30 | 9  | 12 | 9  | 38 | 43 | -5  |
|  | 11.  | Nembrese David    | 29 | 30 | 13 | 3  | 14 | 51 | 49 | +2  |
|  | 12.  | Gazzaniga         | 28 | 30 | 9  | 10 | 11 | 36 | 47 | -11 |
|  | 13.  | Fiorano           | 26 | 30 | 10 | 6  | 14 | 40 | 62 | -22 |
|  | 14.  | Falco             | 21 | 30 | 8  | 5  | 17 | 31 | 47 | -16 |
|  | 15.  | Camuna            | 13 | 30 | 5  | 3  | 22 | 27 | 82 | -55 |
|  | 16.  | Orsa Iseo (-1)    | 8  | 30 | 1  | 7  | 22 | 19 | 67 | -48 |

Legenda:
      Ammesso alle finali regionali.
      Retrocesso in Prima Categoria.
Regolamento:
Due punti a vittoria, uno a pareggio, zero a sconfitta.
Pari merito in caso di pari punti e spareggi in caso di pari punti in zona promozione e retrocessione.
Note:
Orsa Iseo ha scontato 1 punto di penalizzazione in classifica per una rinuncia.

## Girone B

### Squadre partecipanti
| Squadra                | Città (provincia)      | Stagione precedente |
| ---------------------- | ---------------------- | ------------------- |
| A.C. Arcore & Falck    | Arcore (MI)            |                     |
| U.S. Aurora Desio 1922 | Desio (MI)             |                     |
| A.S. Cesano Maderno    | Cesano Maderno (MI)    |                     |
| A.S.C. Cinisello       | Cinisello Balsamo (MI) |                     |
| U.S. Concorezzese      | Concorezzo (MI)        |                     |
| U.S. Cusano Milanino   | Cusano Milanino (MI)   |                     |
| A.S. Merate            | Merate (CO)            |                     |
| U.S. Morbegnese        | Morbegno (SO)          |                     |
| U.S. Novese            | Nova Milanese (MI)     |                     |
| A.S. Oggiono           | Oggiono (CO)           |                     |
| U.S. Paderno Dugnano   | Paderno Dugnano (MI)   |                     |
| Seregno F.B.C.         | Seregno (MI)           |                     |
| A.S. Simmenthal        | Monza (MI)             |                     |
| Sondrio Sportiva       | Sondrio                |                     |
| U.S. Vimercatese       | Vimercate (MI)         |                     |
| U.S. Vis Casatese      | Casatenovo (CO)        |                     |

### Classifica finale
|  | Pos. | Squadra         | Pt | G  | V  | N  | P  | GF | GS | DR  |
|  | ---- | --------------- | -- | -- | -- | -- | -- | -- | -- | --- |
|  | 1.   | Falck & Arcore  | 45 | 30 | 19 | 7  | 4  | 68 | 27 | +41 |
|  | 2.   | Seregno         | 39 | 30 | 16 | 7  | 7  | 43 | 31 | +12 |
|  | 3.   | Vimercatese     | 38 | 30 | 13 | 12 | 5  | 45 | 20 | +25 |
|  | 4.   | Novese          | 37 | 30 | 13 | 11 | 6  | 55 | 31 | +24 |
|  | 5.   | Morbegnese      | 35 | 30 | 13 | 9  | 8  | 57 | 47 | +10 |
|  | 6.   | Cesano Maderno  | 34 | 30 | 14 | 6  | 10 | 43 | 41 | +2  |
|  | 7.   | Aurora Desio    | 33 | 30 | 13 | 7  | 10 | 53 | 45 | +8  |
|  | 8.   | Vis Casatese    | 29 | 30 | 11 | 7  | 12 | 40 | 45 | -5  |
|  | 9.   | Concorezzese    | 27 | 30 | 10 | 7  | 13 | 45 | 50 | -5  |
|  | 9.   | Sondrio         | 27 | 30 | 8  | 11 | 11 | 33 | 44 | -11 |
|  | 11.  | Cusano Milanino | 26 | 30 | 8  | 10 | 12 | 55 | 56 | -1  |
|  | 12.  | Paderno Dugnano | 25 | 30 | 9  | 7  | 14 | 49 | 63 | -14 |
|  | 13.  | Cinisello       | 25 | 30 | 10 | 5  | 15 | 44 | 69 | -25 |
|  | 14.  | Simmenthal      | 24 | 30 | 7  | 10 | 13 | 34 | 38 | -4  |
|  | 15.  | Merate          | 19 | 30 | 3  | 13 | 14 | 40 | 65 | -25 |
|  | 16.  | Oggiono         | 17 | 30 | 4  | 9  | 17 | 32 | 62 | -30 |

Legenda:
      Ammesso alle finali regionali.
      Retrocesso in Prima Categoria.
Regolamento:
Due punti a vittoria, uno a pareggio, zero a sconfitta.
Pari merito in caso di pari punti e spareggi in caso di pari punti in zona promozione e retrocessione.

### Spareggio salvezza
|                 | Risultato |           | Luogo e data            |
| --------------- | --------- | --------- | ----------------------- |
| Paderno Dugnano | 4 - 1     | Cinisello | Seregno, 22 Maggio 1955 |
|                 |           |           |                         |

## Girone C

### Squadre partecipanti
| Squadra                        | Città (provincia)     | Stagione precedente |
| ------------------------------ | --------------------- | ------------------- |
| C.R.A.L. A.T.M. Sezione Calcio | Milano                |                     |
| U.S. Arlunese                  | Arluno (MI)           |                     |
| A.C. Banca del Lavoro          | Milano                |                     |
| U.S. Bustese                   | Busto Garolfo (MI)    |                     |
| A.C. Cassano d'Adda            | Cassano d'Adda (MI)   |                     |
| F.B.C. Corbetta                | Corbetta (MI)         |                     |
| U.S. Corsico                   | Corsico (MI)          |                     |
| A.S. Erminio Giana             | Gorgonzola (MI)       |                     |
| U.S. Inveruno                  | Inveruno (MI)         |                     |
| U.S. Melzo                     | Melzo (MI)            |                     |
| U.S. Mottese                   | Motta Visconti (MI)   |                     |
| U.S. Niguardese                | Milano-Niguarda       |                     |
| U.S. Pergolettese              | Crema (CR)            |                     |
| A.S. Rivoltana                 | Rivolta d'Adda (CR)   |                     |
| S.S. Tritium                   | Trezzo sull'Adda (MI) |                     |
| C.S. Vittuone                  | Vittuone (MI)         |                     |

### Classifica finale
|  | Pos. | Squadra           | Pt | G  | V  | N  | P  | GF | GS | DR  |
|  | ---- | ----------------- | -- | -- | -- | -- | -- | -- | -- | --- |
|  | 1.   | Melzo             | 50 | 30 | 22 | 6  | 2  | 68 | 26 | +42 |
|  | 2.   | Bustese           | 43 | 30 | 18 | 7  | 5  | 72 | 38 | +34 |
|  | 3.   | Inveruno          | 42 | 30 | 18 | 6  | 6  | 59 | 31 | +28 |
|  | 4.   | Valentino Mazzola | 35 | 30 | 13 | 9  | 8  | 55 | 37 | +18 |
|  | 5.   | Corbetta          | 33 | 30 | 13 | 7  | 10 | 51 | 43 | +8  |
|  | 6.   | Erminio Giana     | 31 | 30 | 12 | 7  | 11 | 50 | 53 | -3  |
|  | 7.   | Pergolettese      | 29 | 30 | 12 | 5  | 13 | 57 | 53 | +4  |
|  | 7.   | Tritium           | 29 | 30 | 12 | 5  | 13 | 41 | 42 | -1  |
|  | 9.   | A.T.M.            | 27 | 30 | 8  | 11 | 11 | 51 | 63 | -12 |
|  | 9.   | Banca del Lavoro  | 27 | 30 | 8  | 11 | 11 | 44 | 42 | +2  |
|  | 9.   | Rivoltana         | 27 | 30 | 10 | 7  | 13 | 55 | 52 | +3  |
|  | 12.  | Niguardese        | 26 | 30 | 9  | 8  | 13 | 56 | 53 | +3  |
|  | 13.  | Corsico           | 25 | 30 | 10 | 5  | 15 | 51 | 54 | -3  |
|  | 14.  | Mottese           | 25 | 30 | 9  | 7  | 14 | 60 | 69 | -9  |
|  | 15.  | Vittuone          | 16 | 30 | 5  | 6  | 19 | 39 | 87 | -48 |
|  | 16.  | Arlunese          | 15 | 30 | 5  | 5  | 20 | 26 | 72 | -46 |

Legenda:
      Ammesso alle finali regionali.
      Retrocesso in Prima Categoria.
Regolamento:
Due punti a vittoria, uno a pareggio, zero a sconfitta.
Pari merito in caso di pari punti e spareggi in caso di pari punti in zona promozione e retrocessione.

## Girone D

### Squadre partecipanti
| Squadra                          | Città (provincia)      | Stagione precedente |
| -------------------------------- | ---------------------- | ------------------- |
| U.S. Cairatese                   | Cairate (VA)           |                     |
| U.S. Castano Primo               | Castano Primo (MI)     |                     |
| S.C. Castiglione Olona           | Castiglione Olona (VA) |                     |
| U.S. Cistellum                   | Cislago (VA)           |                     |
| Pol. Gaviratese                  | Gavirate (VA)          |                     |
| U.S. Gerenzanese                 | Gerenzano (VA)         |                     |
| F.B.C. Laveno                    | Laveno Mombello (VA)   |                     |
| U.S. Lonatese                    | Lonate Pozzolo (VA)    |                     |
| F.B.C. Luino                     | Luino (VA)             |                     |
| U.S. Malnatese                   | Malnate (VA)           |                     |
| A.C. Parabiago                   | Parabiago (MI)         |                     |
| U.S. Rescaldinese                | Rescaldina (MI)        |                     |
| G.S. Salus et Virtus             | Turate (CO)            |                     |
| E.N.A.L. Snia Viscosa Sez.Calcio | Cesano Maderno (MI)    |                     |
| S.S. Sommese                     | Somma Lombardo (VA)    |                     |
| A.C. Varese                      | Varese                 |                     |

### Classifica finale
|  | Pos. | Squadra           | Pt | G  | V  | N  | P  | GF | GS | DR  |
|  | ---- | ----------------- | -- | -- | -- | -- | -- | -- | -- | --- |
|  | 1.   | Varese            | 49 | 30 | 21 | 7  | 2  | 70 | 20 | +50 |
|  | 2.   | Cairatese         | 38 | 30 | 13 | 12 | 5  | 58 | 31 | +27 |
|  | 3.   | Gerenzanese       | 37 | 30 | 12 | 13 | 5  | 43 | 30 | +13 |
|  | 4.   | Parabiago         | 36 | 30 | 13 | 7  | 10 | 46 | 29 | +17 |
|  | 5.   | Malnatese         | 34 | 30 | 14 | 6  | 10 | 41 | 37 | +4  |
|  | 6.   | Rescaldinese      | 33 | 30 | 13 | 7  | 10 | 35 | 31 | +4  |
|  | 6.   | Sommese           | 33 | 30 | 11 | 11 | 8  | 37 | 42 | -5  |
|  | 8.   | Lonatese          | 31 | 30 | 10 | 11 | 9  | 37 | 40 | -3  |
|  | 9.   | Luino             | 29 | 30 | 9  | 11 | 10 | 42 | 49 | -7  |
|  | 10.  | Gaviratese (-1)   | 28 | 30 | 9  | 11 | 10 | 40 | 54 | -14 |
|  | 10.  | Salus et Virtus   | 28 | 30 | 11 | 6  | 13 | 30 | 48 | -18 |
|  | 12.  | Snia Viscosa      | 25 | 30 | 7  | 11 | 12 | 37 | 46 | -9  |
|  | 13.  | Laveno Mombello   | 24 | 30 | 8  | 8  | 14 | 29 | 44 | -15 |
|  | 14.  | Castano Primo     | 22 | 30 | 8  | 6  | 16 | 38 | 45 | -7  |
|  | 15.  | Cistellum         | 20 | 30 | 5  | 10 | 15 | 29 | 50 | -21 |
|  | 16.  | Castiglione Olona | 12 | 30 | 2  | 8  | 20 | 31 | 57 | -26 |

Legenda:
      Ammesso alle finali regionali.
      Retrocesso in Prima Categoria.
Regolamento:
Due punti a vittoria, uno a pareggio, zero a sconfitta.
Pari merito in caso di pari punti e spareggi in caso di pari punti in zona promozione e retrocessione.
Note:
Gaviratese ha scontato 1 punto di penalizzazione in classifica per una rinuncia.

## Girone E

### Squadre partecipanti
| Squadra               | Città (provincia)          | Stagione precedente |
| --------------------- | -------------------------- | ------------------- |
| F.B.C. Casteggio      | Casteggio (PV)             |                     |
| A.S. Castelnovese     | Castelnuovo Scrivia (AL)   |                     |
| A.C. Codogno          | Codogno (MI)               |                     |
| A.C. Crema            | Crema (CR)                 |                     |
| A.C. Derthona         | Tortona (AL)               |                     |
| U.S. Fiorenzuola      | Fiorenzuola d'Arda (PC)    |                     |
| G.S. Magazzini Standa | Milano                     |                     |
| U.S. Melegnanese      | Melegnano (MI)             |                     |
| C.R.A.L. Montecatini  | Milano                     |                     |
| U.S. Pizzighettonese  | Pizzighettone (CR)         |                     |
| A.C. Pro Piacenza     | Piacenza                   |                     |
| Pol. Rivergarese      | Rivergaro (PC)             |                     |
| A.S. Sant'Angelo      | Sant'Angelo Lodigiano (MI) |                     |
| U.S. Soresinese       | Soresina (CR)              |                     |
| S.S. Tenti            | Pavia                      |                     |
| A.C. Villapizzone     | Milano                     |                     |

### Classifica finale
|  | Pos. | Squadra          | Pt | G  | V  | N  | P  | GF | GS | DR  |
|  | ---- | ---------------- | -- | -- | -- | -- | -- | -- | -- | --- |
|  | 1.   | Crema            | 44 | 30 | 19 | 6  | 5  | 58 | 17 | +41 |
|  | 2.   | Melegnanese      | 39 | 30 | 15 | 9  | 6  | 46 | 32 | +14 |
|  | 3.   | Soresinese       | 38 | 30 | 16 | 6  | 8  | 52 | 30 | +22 |
|  | 4.   | Fiorenzuola      | 37 | 30 | 16 | 5  | 9  | 62 | 42 | +20 |
|  | 5.   | Codogno          | 36 | 30 | 12 | 12 | 6  | 43 | 31 | +12 |
|  | 6.   | Magazzini Standa | 33 | 30 | 11 | 11 | 8  | 35 | 33 | +2  |
|  | 7.   | Pizzighettonese  | 32 | 30 | 14 | 4  | 12 | 49 | 31 | +18 |
|  | 7.   | Pro Piacenza     | 32 | 30 | 12 | 8  | 10 | 37 | 35 | +2  |
|  | 9.   | Tenti            | 29 | 30 | 9  | 11 | 10 | 32 | 41 | -9  |
|  | 9.   | Sant'Angelo      | 29 | 30 | 9  | 11 | 10 | 32 | 41 | -9  |
|  | 11.  | Casteggio        | 27 | 30 | 9  | 9  | 12 | 48 | 57 | -9  |
|  | 12.  | Castelnovese     | 24 | 30 | 8  | 8  | 14 | 43 | 57 | -14 |
|  | 13.  | Rivergarese      | 23 | 30 | 8  | 7  | 15 | 40 | 72 | -32 |
|  | 14.  | Derthona (-1)    | 21 | 30 | 5  | 12 | 13 | 25 | 41 | -16 |
|  | 15.  | Montecatini      | 18 | 30 | 4  | 10 | 16 | 30 | 47 | -17 |
|  | 16.  | Villapizzone (1) | 16 | 30 | 3  | 11 | 16 | 23 | 53 | -30 |

Legenda:
      Ammesso alle finali regionali.
      Retrocesso in Prima Categoria.
Regolamento:
Due punti a vittoria, uno a pareggio, zero a sconfitta.
Pari merito in caso di pari punti e spareggi in caso di pari punti in zona promozione e retrocessione.
Note:
Derthona e  Villapizzone  hanno scontato 1 punto di penalizzazione in classifica per una rinuncia.

## Finali per il titolo

### Classifica finale
|  | Pos. | Squadra         | Pt | G | V | N | P | GF | GS | DR |
|  | ---- | --------------- | -- | - | - | - | - | -- | -- | -- |
|  | ?.   | Beretta Gardone | ?  |   |   |   |   |    |    | -  |
|  | ?.   | Crema           | ?  |   |   |   |   |    |    | -  |
|  | ?.   | Falck & Arcore  | ?  |   |   |   |   |    |    | -  |
|  | ?.   | Melzo           | ?  |   |   |   |   |    |    | -  |
|  | ?.   | Varese          | ?  |   |   |   |   |    |    | -  |

Legenda:
      Promosso in IV Serie 1955-1956.
Regolamento:
Due punti a vittoria, uno a pareggio, zero a sconfitta.
Pari merito in caso di pari punti e spareggi in caso di pari punti in zona promozione e retrocessione.